# Філімонов Артем Денисович
Арте́м Дени́сович Філімо́нов (нар. 21 лютого 1994, Рівне) — український футболіст, півзахисник.

## Клубна кар'єра
Артем Філімонов народився 21 лютого 1994 року. Вихованець ФК «Дніпро» (Дніпропетровськ).
У футбол починав грати в академії ФК «Дніпро». Перший тренер — Олексій Чистяков. У чемпіонаті ДЮФЛ України також виступав за «Металіст» (Харків). Провів 14 ігор у молодіжній команді «Дніпра». У 2011 році визнавався найкращим молодим гравцем Дніпропетровська. У лютому 2013 року став футболістом одеського «Чорноморця». Виступав у молодіжній першості України.
27 лютого 2015 року провів перший поєдинок в Українській Прем'єр-лізі, вийшовши в основному складі «моряків» у грі проти маріупольського «Іллічівця». Враховуючи на той час стан «Чорноморця» після відходу багатьох ключових виконавців і головного тренера команди Романа Григорчука, Філімонов, дії якого були далекі від ідеалу, мав постійну ігрову практику й довіру виконувача обов'язків головного тренера — Олександра Бабича. Перед початком сезону 2015/16 був вибраний капітаном «Чорноморця». 2 січня 2017 року було офіційно повідомлено, що Артем залишив одеську команду.
11 січня 2017 року офіційно став гравцем львівських «Карпат», проте закріпитись в команді не зумів, через що влітку 2017 року перейшов у кіпрський «Пафос». За кіпрський клуб так і не зіграв в основі, залишаючись тільки на лаві запасних. Після повернення з оренди в лютому 2018 року залишив львівський клуб.
У березні 2018 року прибув на перегляд в білоруський клуб «Гомель» та незабаром підписав з ним контракт.

## Міжнародна кар'єра
У червні 2015 року був викликаний наставником української «молодіжки» Сергієм Ковальцем для участі в Меморіалі Лобановського. На цьому турнірі «жовто-сині» посіли друге місце, а Філімонов узяв участь в обох матчах.

## Родина
Батько Денис Філімонов — колишній професіональний футболіст.